# Козин, Нестор Дмитриевич
Нестор (Нестер) Дмитриевич Козин (28 октября 1902 года, село Бурково-Покровское, Томская губерния — 11 января 1993 года, Барнаул) — советский военачальник, гвардии генерал-майор (21.01.1943). Герой Советского Союза (29.05.1945).

## Начальная биография
Родился 28 октября 1902 года в селе Бурково-Покровское, ныне село Новопокровка Татарского района Новосибирской области. В крестьянской бедняцкой семье было четверо детей. Рано остался без матери и батрачил с 12 лет, затем трудился чернорабочим на станции Татарская. Учился в сельской школе, но два раза тяжело переболел тифом и учёбу пришлось оставить. Уже после Октябрьской революции получил образование на курсах ликвидации безграмотности. С началом первой мировой войны в 1914 году отец был мобилизован в Русскую императорскую армию, вскоре попал в плен в Восточной Пруссии и вернулся домой только в 1920 году. После этого учёбу пришлось оставить окончательно и начать рабочую жизнь.

## Военная служба

### Довоенное время
В мае 1924 года был призван в Красную Армию. В 1925 году окончил полковую школу младших командиров 25-го стрелкового полка 12-й Омской стрелковой дивизии Сибирского военного округа, оставлен в этой школе командиром отделения. В октябре 1926 года направлен в Омскую пехотную школу, которую окончил в 1929 году. Служил в 4-й стрелковой дивизии Белорусского военного округа (Слуцк) командиром взвода в 11-м стрелковом полку, с июля 1932 состоял для поручений при командире дивизии. С ноября 1933 года — в 94-й стрелковой дивизии Сибирского военного округа: командир роты 280-го стрелкового полка (Красноярск), с апреля 1936 помощник начальника штаба полка и командир батальона 281-го стрелкового полка (Ачинск). С сентября 1939 года командовал батальонами в 503-м стрелковом и 82-м запасном полках Сибирского военного округа. С июля 1940 — помощник командира батальона на окружных курсах усовершенствования командного состава в Бийске (Алтайский край). С декабря 1939 года командовал 586-м стрелковым полком 107-й стрелковой дивизии Сибирского военного округа (Бийск). В 1941 году вступил в ВКП(б).

### Великая Отечественная война
С началом Великой Отечественной войны эта дивизия была включена в состав 24-й армии и в начале июля передислоцирована из Сибири на Фронт резервных армий (в конце июля переименован в Резервный фронт). Участвовал в Смоленском сражении с 16 июля 1941 года под Ельней и Дорогобужем. 
В августе 1941 года был назначен на должность командира 85-го стрелкового полка 100-й стрелковой дивизии 24-й армии, в составе которой участвовал в ходе Ельнинской наступательной операции в сентябре 1941 года. За массовый героизм личного состава дивизия была преобразована в 1-ю гвардейскую стрелковую дивизию, полк — 2-м гвардейским стрелковым, а майор Козин был награждён орденом Ленина. В сентябре дивизию и полк передали в 21-ю армию Брянского (затем Юго-Западного фронтов, где командуя полком, Козин принимал участие в Сумско-Харьковской оборонительной операции. Полк вёл оборонительные бои, отходя по рубежам через Курск, Харьков, Изюм и восточнее Белгорода, в конце октября попал в окружение, но через 8 суток пробился оттуда. В начале декабря 1941 года участвовал в Елецкой наступательной операции — составной части контрнаступления под Москвой. Полк входил в оперативную группу генерала Ф. Я. Костенко и в ходе наступления прошёл более 150 километров на запад, освободив десятки населенных пунктов.
В бою 7 марта 1942 года Н. Д. Козин был ранен, а после выздоровления в апреле 1942 года в звании подполковника назначен на должность командира 8-й мотострелковой дивизии войск НКВД на Юго-Западном фронте в районе Воронежа, которая в июне 1942 года была преобразована в 63-ю стрелковую дивизию. Под его командованием дивизия с августа 1942 года участвовала в тяжёлых оборонительных боях Сталинградской битвы на Сталинградском фронте (28 сентября передана на Донской фронт).
В ходе наступательного этапа Сталинградской битвы дивизия под командованием полковника Козина, действуя на направлении главного удара 21-й армии Донского фронта, прорвала оборону противника и начала наступление на юг. В районе станицы Распопинская 21-22 ноября 1942 года дивизия замкнула кольцо окружения вокруг двух армейских корпусов из состава 3-й румынской армии. Двое суток дивизия Козина с частями ещё трех дивизий отражала непрерывные попытки окруженных пробиться из «котла». Вечером 23 ноября командир румынской 14-й пехотной дивизии дивизионный генерал Траян Стэнеску прислал на командный пункт полковника Козина парламентёров с своим согласием на сдачу в плен 21-тысячной группировки, и после полуночи 24 ноября капитулировал. Кроме 20 000 пленных, дивизия захватила трофеи — 193 артиллерийских орудия, 300 миномётов, свыше 18 тысяч единиц стрелкового вооружения, автотранспорт и другие.
За выдающиеся боевые заслуги и массовый героизм личного состава 27 ноября 1942 года приказом народного комиссара обороны СССР 63-я стрелковая дивизия была переименована в 52-ю гвардейскую стрелковую дивизию, а командир дивизии Н. Д. Козин был награждён орденом Суворова 2-й степени. До февраля 1943 года дивизия принимала участие в ликвидации окруженной 6-й немецкой армии в Сталинграде.
С апреля по май 1943 года генерал Козин лечился в госпитале, а после выздоровления направлен на учёбу. В январе 1944 года он окончил ускоренный курс Высшей военной академии имени К. Е. Ворошилова. В апреле 1944 года был назначен на должность командира 13-й гвардейской воздушно-десантной дивизии, находившейся в резерве. 28 июля отстранён от должности. С августа по сентябрь 1944 года командовал 189-й стрелковой дивизией (2-я ударная армия, Ленинградский фронт).
В сентябре 1944 года гвардии генерал-майор Козин был вновь назначен на должность командира 52-й гвардейской стрелковой дивизии 3-й ударной армии 2-го Прибалтийского фронта, которой командовал до конца войны. Принимал участие в Прибалтийской наступательной операции, в ходе которой дивизия одной из первых вошла в Ригу. В декабре дивизию вместе с армией передали на 1-й Белорусский фронт, где она вновь отлично действовала в Висло-Одерской и Восточно-Померанской наступательных операциях. В ходе последней операции дивизия освободила около 90 населённых пунктов, в том числе 8 городов.
Командир 52-й гвардейской стрелковой дивизии (12-й гвардейский стрелковый корпус, 3-я ударная армия, 1-й Белорусский фронт) гвардии генерал-майор Н. Д. Козин особенно отличился в ходе Берлинской наступательной операции. Дивизия в составе 3-й ударной армии была введена в наступление 19 апреля, прорвала три оборонительных рубежа и утром 21 апреля дивизия первой из всей Красной Армии вошла на северную окраину Берлин. Продолжая наступление, дивизия с 22 апреля по 2 мая освободила 120 кварталов города. В этом сражении воины дивизии уничтожили до 5500 солдат и офицеров врага, 8 самоходных орудий, 16 артиллерийских орудий, 10 миномётов и много другого вооружения. Были захвачены 27 танков и самоходных установок, 91 артиллерийское орудие, 43 автомашины и 3335 пленных солдат и офицеров. Дивизия за то же время потеряла убитыми 439, ранеными 1761 солдата и офицера.
Указом Президиума Верховного Совета СССР от 29 мая 1945 года за образцовое выполнение боевых заданий командования на фронте борьбы с немецкими захватчиками и достигнутые при этом успехи гвардии генерал-майору Нестору Дмитриевичу Козину присвоено звание Героя Советского Союза с вручением ордена Ленина и медали «Золотая Звезда» (№ 7375).
Принимал участие в Параде Победы на Красной площади в Москве 24 июня 1945 года.

### Послевоенная карьера
После окончания Великой Отечественной войны Козин продолжил служить в Советской Армии, командуя той же дивизией в составе Группы советских оккупационных войск в Германии. С ноября 1945 — командир 22-й гвардейской механизированной дивизии. С ноября 1946 по февраль 1950 года — командир 18-й отдельной гвардейской стрелковой бригады в Московском военном округе. Затем был направлен на учёбу и в 1951 году окончил курсы усовершенствования командиров стрелковых дивизий при Военной академии имени М. В. Фрунзе. С февраля 1951 года — заместитель командира 87-го стрелкового корпуса Дальневосточного военного округа (Южно-Сахалинск). С февраля 1952 — начальник Управления по переподготовке офицеров штаба Дальневосточного ВО. В январе 1954 года генерал-майор Н. Д. Козин уволен в запас по состоянию здоровья. 
Жил в Саратове, а в 1955 году переехал в Барнаул. Участвовал в военно-патриотическом воспитании молодежи, был членом Алтайского краевого Совета ветеранов, членом бюро Алтайского краевого штаба похода комсомольцев и молодежи по местам революционной, боевой и трудовой славы, командующим краевой военно-спортивной игрой «Орлёнок», работал в краевом комитете ДОСААФ. Написал книгу мемуаров. Из его четверых сыновей трое служили офицерами в Советской армии.
Генерал-майор Н. Д. Козин умер 11 января 1993 года в Барнауле. Похоронен на Власихинском кладбище.

## Награды
- Медаль «Золотая Звезда» Героя Советского Союза (29.05.1945);
- три ордена Ленина (29.12.1941, 29.05.1945, 15.11.1950);
- три ордена Красного Знамени (2.12.1942, 26.11.1944, 6.11.1945);
- орден Суворова 2-й степени (8.02.1943);
- орден Отечественной войны 1-й степени (11.03.1985);
- медаль «За оборону Москвы»;
- медаль «За оборону Сталинграда»;
- медаль «За взятие Берлина»;
- медаль «За освобождение Варшавы»;
- другие медали.

Почётные звания:
- Почётный гражданин города Барнаула (16.04.1970).

## Память
- Во время существования СССР его имя носили пионерская дружина одной из городских школ и бригада Барнаульского радиозавода.
- С 2005 года имя Героя носят средняя школа № 48 в Барнауле и одна из городских улиц.
- В его честь в Барнауле в 2003 году установлена мемориальная доска.

## Сочинения
- Козин Н. Д.. Гвардейцы в боях. — Барнаул: Алтайское кн. изд-во, 1975. — 237 с. — 20 000 экз.[10]